# 久代村 (広島県)
久代村（くしろむら）は、広島県比婆郡にあった村。現在の庄原市の一部にあたる。

## 地理
高梁川水系・東城川（成羽川）の下流域に位置していた。

## 歴史
- 1889年（明治22年）4月1日、町村制の施行により、奴可郡久代村が単独で村制施行し、久代村が発足[1][2]。大字は編成せず[2]。
- 1898年（明治31年）10月1日、郡の統合により比婆郡に所属[1][2]。
- 1955年（昭和30年）4月1日、比婆郡東城町・小奴可村・八幡村・田森村・帝釈村、神石郡新坂村（一部）と合併し、東城町が存続して廃止された[1][2]。

## 産業
- 農業、畜産、葉煙草、木炭[2]
- 大正末期から石灰岩粉化工業が始まる。

## 交通

### 県道
- 福山東城線（現国道182号）[2]

## 教育
- 1912年（明治45年）久代東小学校が宮原尋常小学校に改称、久代尋常小学校開校[2]。